# Clase Lealtad
Dentro del plan de convertir a España en una potencia naval, los arsenales españoles crearon una magnífica colección de fragatas de hélice no blindadas que nada tenían que envidiar a las mejores del mundo, a las que llegaban a superar en velocidad y a un coste razonable. Los nombres empleados hacían referencia a ciudades heroicas, batallas decisivas en la Historia de España, Reinas famosas, advocaciones religiosas o virtudes militares. 
Las primeras constituyeron la clase Lealtad, de las cuales se construyeron tres buques.

## Lealtad
Puesta en quilla en 1860 en Ferrol. En 1861 fue destinada a la Escuadra de las Antillas, participando en la expedición contra México de 1861. Permaneció en Cuba hasta 1868 en que regresó a España, tomando parte en la Revolución de 1868. En 1872 vuelve a ser destinada a La Habana, donde permanece hasta 1882. En 1883 trae a España los restos del almirante Casto Méndez Núñez, siendo desarmada en 1885 y dada de baja en 1893. Sirvió como asilo de veteranos hasta su desguace en 1897.

## Triunfo
Puesta en quilla en 1861 en La Carraca, fue enviada en 1862 como parte de la expedición científica y buque insignia de esa escuadra. El 25 de noviembre, mientras estaba en las Islas de Chincha, un soldado derramó una lata de trementina y, al saltar, derribó con la cabeza la candileja de un farol. La nave ardió y a pesar del heroísmo de sus tripulantes, fue preciso abandonarla.

## Resolución
Fue puesta en quilla en 1861 en Ferrol. En 1862 fue destinada al Pacífico para ser parte de la expedición científica. Participó en el bombardeo de Valparaíso y en la Batalla de El Callao, siendo el buque que sufrió menos bajas y daños y cuya artillería fue más eficaz. A su regreso a España, se le rebautizó como Nuestra Señora del Patrocinio y finalmente fue transformada en la fragata blindada Méndez Núñez.